# George Grey, V conte di Stamford

Lo stemma Booth-Grey

George Harry Booth-Grey (1º ottobre 1737 – 28 maggio 1819) è stato un nobile britannico.

## Biografia
Era figlio di Harry Grey, IV conte di Stamford e dell'ereditiera Lady Mary Booth.
Venne educato alla Leicester School ed al Queens' College a Cambridge.
Fu membro del parlamento per lo Staffordshire dal 1761 al 1768, poi ereditò il titolo di conte di Stamford dal padre.
Nel 1796 venne anche creato barone Delamer e conte di Warrington, titoli avuti dal nonno materno.
Sposò Lady Henrietta Bentinck, figlia del II duca di Portland, da cui ebbe nove figli:
- Henrietta Grey (1764-1826)
- George Harry Booth-Grey, VI conte di Stamford (1765-1845)
- Maria Grey (1767-1767)
- un figlio
- Louisa Grey (1771-1836)
- William Booth-Grey (1773-1852)
- Anchitel Booth-Grey (1774-1873)
- Henry Booth-Grey (1776-1799)
- Sophia Grey (1777-1849)
- Amelia Grey (1779-1849)[2];

Modernizzò la residenza di famiglia ad Enville dietro disegno di Thomas Hope. Inoltre promosse lo sviluppo della città di Ashton-under-Lyne, vicino Manchester.
Alla sua morte, avvenuta ad Enville Hall della Staffordshire nel 1819, venne succeduto dal figlio George Harry Booth-Grey.

## Ascendenza
|                                      |                                    |                                | Genitori                       |  |  | Nonni |  |  | Bisnonni  |  |  | Trisnonni                       |  |
|                                      |                                    |                                |                                |  |  |       |  |  | John Grey |  |  | Henry Grey, I conte di Stamford |  |
|                                      |                                    |                                |                                |  |  |       |  |  | John Grey |  |  | Henry Grey, I conte di Stamford |  |
|                                      |                                    | Anne Cecil                     |                                |  |  |       |  |  | John Grey |  |  |                                 |  |
| Harry Grey, III conte di Stamford    |                                    |                                |                                |  |  |       |  |  | John Grey |  |  |                                 |  |
|                                      |                                    | Catherine Ward                 | Edward Ward, VII barone Dudley |  |  |       |  |  |           |  |  |                                 |  |
|                                      |                                    | Catherine Ward                 | Edward Ward, VII barone Dudley |  |  |       |  |  |           |  |  |                                 |  |
|                                      |                                    | Catherine Ward                 | Frances Brereton               |  |  |       |  |  |           |  |  |                                 |  |
| Harry Grey, IV conte di Stamford     |                                    | Catherine Ward                 |                                |  |  |       |  |  |           |  |  |                                 |  |
|                                      |                                    | Nathan Wright                  | Ezekiel Wright                 |  |  |       |  |  |           |  |  |                                 |  |
|                                      |                                    | Nathan Wright                  | Ezekiel Wright                 |  |  |       |  |  |           |  |  |                                 |  |
|                                      |                                    | Nathan Wright                  | Dorothy Oneby                  |  |  |       |  |  |           |  |  |                                 |  |
| Dorothy Wright                       |                                    | Nathan Wright                  |                                |  |  |       |  |  |           |  |  |                                 |  |
|                                      |                                    | Elizabeth Ashby                | George Ashby                   |  |  |       |  |  |           |  |  |                                 |  |
|                                      |                                    | Elizabeth Ashby                | George Ashby                   |  |  |       |  |  |           |  |  |                                 |  |
|                                      |                                    | Elizabeth Ashby                | Mary Shuckburgh                |  |  |       |  |  |           |  |  |                                 |  |
| George Grey, V conte di Stamford     |                                    | Elizabeth Ashby                |                                |  |  |       |  |  |           |  |  |                                 |  |
|                                      | Henry Booth, I conte di Warrington | George Booth, I barone Delamer |                                |  |  |       |  |  |           |  |  |                                 |  |
|                                      | Henry Booth, I conte di Warrington | George Booth, I barone Delamer |                                |  |  |       |  |  |           |  |  |                                 |  |
|                                      | Henry Booth, I conte di Warrington | Elizabeth Grey                 |                                |  |  |       |  |  |           |  |  |                                 |  |
| George Booth, II conte di Warrington | Henry Booth, I conte di Warrington |                                |                                |  |  |       |  |  |           |  |  |                                 |  |
|                                      |                                    | Mary Langham                   | James Langham, II baronetto    |  |  |       |  |  |           |  |  |                                 |  |
|                                      |                                    | Mary Langham                   | James Langham, II baronetto    |  |  |       |  |  |           |  |  |                                 |  |
|                                      |                                    | Mary Langham                   | Mary Alston                    |  |  |       |  |  |           |  |  |                                 |  |
| Mary Booth                           |                                    | Mary Langham                   |                                |  |  |       |  |  |           |  |  |                                 |  |
|                                      |                                    | John Oldbury                   | …                              |  |  |       |  |  |           |  |  |                                 |  |
|                                      |                                    | John Oldbury                   | …                              |  |  |       |  |  |           |  |  |                                 |  |
|                                      |                                    | John Oldbury                   | …                              |  |  |       |  |  |           |  |  |                                 |  |
| Mary Oldbury                         |                                    | John Oldbury                   |                                |  |  |       |  |  |           |  |  |                                 |  |
|                                      |                                    | Mary Bohun                     | Thomas Bohun                   |  |  |       |  |  |           |  |  |                                 |  |
|                                      |                                    | Mary Bohun                     | Thomas Bohun                   |  |  |       |  |  |           |  |  |                                 |  |
|                                      |                                    | Mary Bohun                     | …                              |  |  |       |  |  |           |  |  |                                 |  |
|                                      |                                    | Mary Bohun                     |                                |  |  |       |  |  |           |  |  |                                 |  |